# 湖北凤仙花
湖北凤仙花（学名：Impatiens pritzelii）为凤仙花科凤仙花属的植物，为中国的特有植物。分布在中国大陆的湖北、重庆等地，生长于海拔400米至1,800米的地区，多生在沟边、山谷林下以及湿润草丛中，目前尚未由人工引种栽培。

## 别名
冷水七、红苋、霸王七、止痛丹

## 异名
- Impatiens pritzelii Hook. f. var. hupehensis Hook. f.